# Субботин, Евгений Владимирович
Евгений Владимирович Субботин (1926, Пенза — 1989 или 1990) — советский хоккеист, нападающий, тренер.

## Биография
Уроженец Пензы, карьеру в командах мастеров провёл в клубах Ленинграда, играл за СКИФ / «Большевик» (1947/48, 1949/50), «Динамо» (1950/51 — 1953/54), «Авангард» (1954/55 — 1956/57), ЛИИЖТ (1957—1959). В сезоне 1957/1958 стал чемпионом РСФСР в составе ЛИИЖТа. В сезоне 1961/1962 завоевал бронзовые медали чемпионата РСФСР в составе пензенского «Дизелиста». В чемпионате СССР провёл восемь сезонов.
Играл в футбол. В составе «Динамо-2» выступал в Кубке СССР 1953.
Вместе с братом Борисом (1924—1959) считается одним из родоначальников хоккея с шайбой в Пензе. В 1959 году после смерти брата возглавил команду «Буревестник». В 1959—1962 годах — играющий тренер команды «Труд» («Дизельный завод») / «Дизелист» в первенстве РСФСР. В сезонах 1962/63 — 1963/64, 1965/66 — старший тренер «Дизелиста». В сезоне 1962/1963 привёл «Дизелист» к его наивысшему достижению в истории, завоевав золотые медали чемпионата РСФСР. Старший тренер тюменского «Водника» / «Рубина».[уточнить]
С 1980 года в Пензе проводится турнир по хоккею «Кубок памяти братьев Б. В и Е. В. Субботиных».
Умер в 1989 либо 1990 году.